# Френсіс Тіафо
Френсіс Тіафо (англ. Frances Tiafoe) — американський тенісист.
Тіафо народився в родині вихідців із Сьєрра-Леоне.
Свою першу перемогу в турнірах ATP туру Тіафо здобув на Delray Beach Open 2018.
Найвищим досягненням Тіафо на турнірах Великого шолома став вихід у чвертьфінал Відкритого чемпіонату Австралії 2019.

## Фінали турнірів ATP

### Одиночний розряд: 10 (3 титули, 7 поразок)
| Результат | В–П | Дата     | Турнір                                    | Категорія    | Поверхня   | Супротивник            | Рахунок                  |
| --------- | --- | -------- | ----------------------------------------- | ------------ | ---------- | ---------------------- | ------------------------ |
| Перемога  | 1–0 | Лют 2018 | Delray Beach Open, США                    | ATP 250      | Тверде     | Петер Гойовчик         | 6–1, 6–4                 |
| Поразка   | 1–1 | Тра 2018 | Estoril Open, Португалія                  | ATP 250      | Ґрунт      | Жуан Соуза             | 4–6, 4–6                 |
| Поразка   | 1–2 | Жов 2021 | Vienna Open, Австрія                      | ATP 500      | Тверде (i) | Александр Зверєв       | 5–7, 4–6                 |
| Поразка   | 1–3 | Кві 2022 | Estoril Open, Португалія                  | ATP 250      | Ґрунт      | Себастьян Баес         | 3–6, 2–6                 |
| Поразка   | 1–4 | Жов 2022 | Japan Open, Японія                        | ATP 500      | Тверде     | Тейлор Фріц            | 6–7(3–7), 6–7(2–7)       |
| Перемога  | 2–4 | Кві 2023 | U.S. Men's Clay Court Championships, США  | ATP 250      | Ґрунт      | Томас Мартін Етчеверрі | 7–6(7–1), 7–6(8–6)       |
| Перемога  | 3–4 | Чер 2023 | Stuttgart Open, Німеччина                 | ATP 250      | Трава      | Ян-Леннард Штруфф      | 4–6, 7–6(7–1), 7–6(10–8) |
| Поразка   | 3–5 | Кві 2024 | U.S. Men's Clay Court Championships, США  | ATP 250      | Ґрунт      | Бен Шелтон             | 5–7, 6–4, 3–6            |
| Поразка   | 3–6 | Сер 2024 | Мастерс Цинциннаті, США                   | Masters 1000 | Тверде     | Яннік Сіннер           | 6–7(4–7), 2–6            |
| Поразка   | 3–7 | Бер 2025 | U.S. Men's Ґрунт Court Championships, США | ATP 250      | Ґрунт      | Дженсон Бруксбі        | 4–6, 2–6                 |

### Парний розряд: 1
| Результат | В–П | Дата     | Турнір                           | Категорія | Поверхня | Партнер      | Супротивники                    | Рахунок          |
| --------- | --- | -------- | -------------------------------- | --------- | -------- | ------------ | ------------------------------- | ---------------- |
| Поразка   | 0–1 | Кві 2017 | US Clay Court Championships, США | Серія 250 | Ґрунт    | Дастін Браун | Хуліо Перальта Орасіо Себальйос | 6–4, 5–7, [6–10] |